# Gambusia punctata
Gambusia punctata es un pez de la familia de los pecílidos en el orden de los ciprinodontiformes.

## Morfología
Los machos pueden alcanzar los 4,8 cm de longitud total.

## Distribución geográfica
Es endémico de Cuba.